# Senseoberland
Das Senseoberland ist eine Region im Kanton Freiburg in der Schweiz. Das Senseoberland liegt im südlichen Teil des Sensebezirkes.

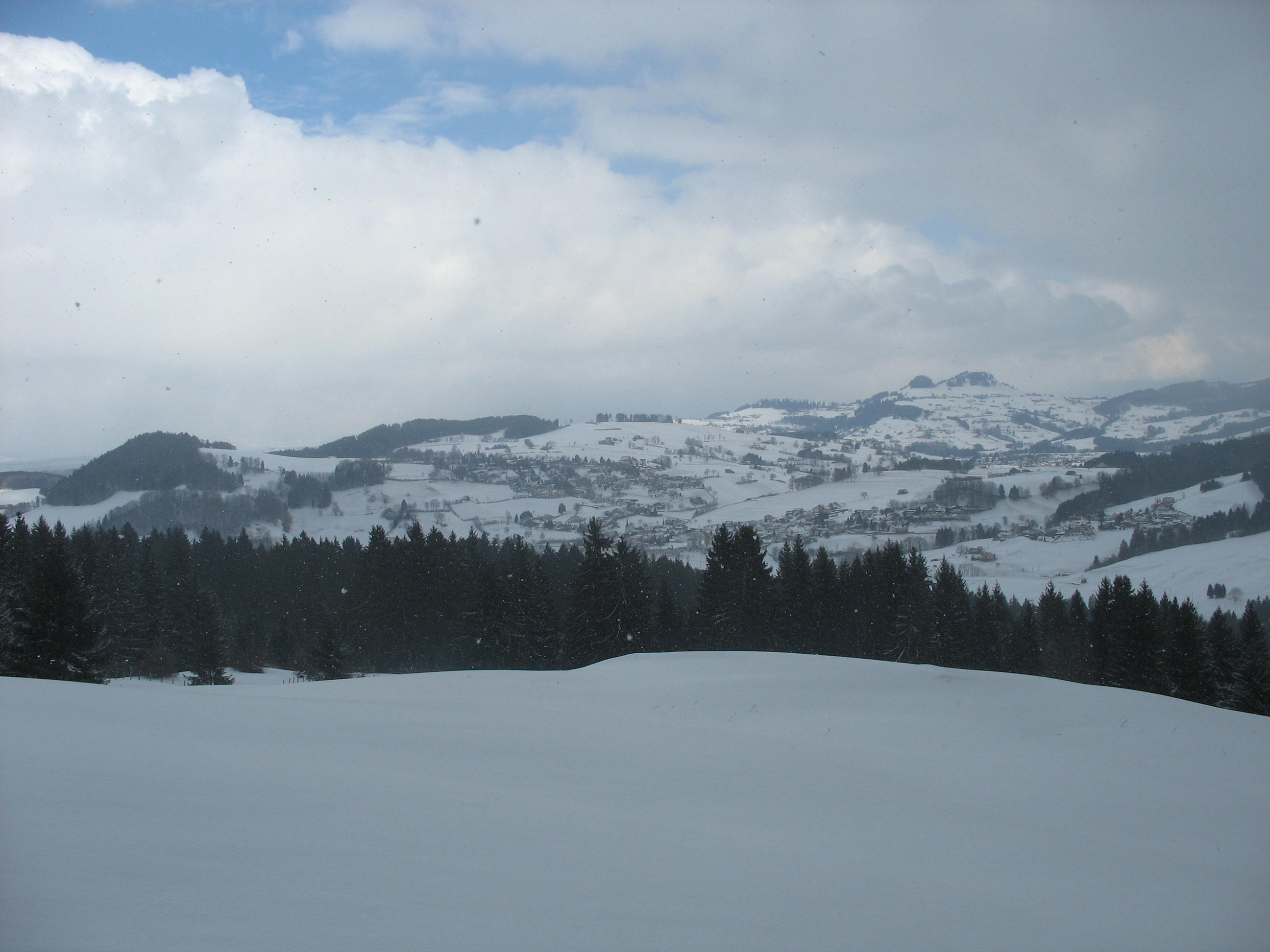
Blick auf das Senseoberland im Spätwinter

## Geografie
Zum Senseoberland gehören die politischen Gemeinden Brünisried, Giffers, Plaffeien, Plasselb, Rechthalten, St. Silvester, Tentlingen.
Das Senseoberland befindet sich in den Freiburger Voralpen. Die Landschaft ist hügelig und die Vegetation sehr vielfältig, auch dank den beiden Flüssen Ärgera und Sense, welche das Gebiet durchqueren. Das Senseoberland ist malerisch und ruhig, allerdings auch nicht weit von Freiburg entfernt (Giffers–Freiburg 7 km; Luftlinie). Demzufolge wurde das Senseoberland zu einem Wohnort für Wegpendler; vor allem Tentlingen erlebte in den Jahren zwischen 1970 und 2015 einen regelrechten «Bauboom». Die Siedlungen im Osten von Freiburg werden zur Agglomeration von Freiburg gezählt.
Die Region gilt als Wanderparadies, vor allem das Gebiet um den Schwarzsee bietet viele Möglichkeiten, Trekking zu betreiben. Im Winter ist das Skigebiet Schwarzsee-Kaiseregg speziell zu erwähnen. Das ganze Senseoberland ist aber im Winter auch interessant, um Schneeschuhwanderungen zu unternehmen. Ein Vorteil gegenüber anderen Regionen ist, dass im Senseoberland die Wege nicht wegen Lawinengefahr gesperrt werden, wie es zum Beispiel an anderen Orten der Fall ist.

## Bevölkerung
Die Einwohnerzahl des Senseoberlandes beläuft sich auf 10635 (31. Dezember 2023). Dies entspricht etwa einem Viertel der Gesamtbevölkerung des Bezirkes. Die Bevölkerungsdichte ist mit 95,6 Einwohnern/km² eher gering, allerdings ist ein grosser Teil des Gebietes unbewohnbar (Wald, Gebirge). Die Zahl der Ausländer ist sehr gering, sie beläuft sich aufgerundet auf 3 %.
Die im Sensebezirk gesprochene Mundart wird als "Senslerdeutsch" bezeichnet und gehört zum Höchstalemannischen.
| Wappen     | Name der Gemeinde | Einwohner (31. Dezember 2023) | Fläche in km² |
| ---------- | ----------------- | ----------------------------- | ------------- |
|            | Brünisried        | 700                           | 3.24          |
|            | Giffers           | 1684                          | 5.22          |
| Plaffeien  | Plaffeien         | 3668                          | 66.59         |
|            | Plasselb          | 1059                          | 18.11         |
|            | Rechthalten       | 1152                          | 7.30          |
|            | St. Silvester     | 1014                          | 7.10          |
| Tentlingen | Tentlingen        | 1358                          | 3.69          |
|            | Total (7)         | 10635                         | 111.25        |